# Brampton-Est
Pour les articles homonymes, voir Brampton.
Pour la circonscription provinciale, voir Brampton-Est (circonscription provinciale).
Circonscription électorale fédérale du Canada
Brampton-Est ((en) Brampton East) est une circonscription électorale fédérale en Ontario.

## Géographie
Située au nord de Toronto, la circonscription consiste en la partie de la ville de Brampton située au nord-est du chemin Torbram.
Les circonscriptions limitrophes sont Dufferin—Caledon, Brampton-Nord—Caledon, Brampton—Chinguacousy Park, Mississauga—Malton, Etobicoke-Nord, Vaughan—Woodbridge et King—Vaughan.  

## Historique
La circonscription de Brampton-Est est créée d'une partie de Bramalea—Gore—Malton et d'une partie de Brampton—Springdale lors du redécoupage électoral fédéral de 2012 et entre en vigueur au déclenchement des élections fédérales canadiennes de 2015.
Lors du redécoupage électoral de 2022-2023, la circonscription perd à l'ouest la partie comprise à l'ouest du chemin Torbram (jusqu'au chemin Bramalea) entre le chemin Mayfield et Sandalwood Parkway East, au profit de la circonscription de Brampton-Nord—Caledon.

## Députés
| Législature                                                                                  | Années        | Député          | Parti | Parti       |
| -------------------------------------------------------------------------------------------- | ------------- | --------------- | ----- | ----------- |
| Brampton-Est issue d'une partie de Bramalea—Gore—Malton et de Brampton—Springdale avant 2015 |               |                 |       |             |
| 42e                                                                                          | 2015–2018     | Raj Grewal (en) |       | Libéral     |
| 42e                                                                                          | 2018–2019     | Raj Grewal (en) |       | Indépendant |
| 43e                                                                                          | 2019–2021     | Maninder Sidhu  |       | Libéral     |
| 44e                                                                                          | 2021–2025     | Maninder Sidhu  |       | Libéral     |
| 45e                                                                                          | 2025–en cours | Maninder Sidhu  |       | Libéral     |

## Résultats électoraux
|       | Candidat               | Parti        | # de voix | % des voix |
|       | Naval Bajaj            | Conservateur | +10 642,  | 23,54 %    |
|       | (X) Raj Grewal         | Libéral      | +23 652,  | 52,32 %    |
|       | Harbaljit Singh Kahlon | NPD          | +10 400,  | 23,01 %    |
|       | Kyle Lacroix           | Vert         | +00512,   | 1,13 %     |
| Total | Total                  | Total        | 45 206    | 100 %      |